# 普拉姆特里 (印第安納州)
普拉姆特里（英語：Plum Tree）是位於美國印地安納州亨廷頓縣的一個非建制地區。該地的面積和人口皆未知。